# Phytomyza hebronensis
Phytomyza hebronensis este o specie de muște din genul Phytomyza, familia Agromyzidae, descrisă de Spencer în anul 1969.
Este endemică în Labrador. Conform Catalogue of Life specia Phytomyza hebronensis nu are subspecii cunoscute.